# 劉昂 (成化己丑進士)
劉昂（1434年—？），字廷舉，山東濟南府武定州海豐縣人，民籍。明朝政治人物。進士出身。

## 生平
山東鄉試第二十四名。成化五年（1469年）乙丑科會試第六十四名，殿試登進士第三甲第一百一十七名，除工科給事中，陞戶科都給事中，以事降雲南姚州判官，仕終陝西慶陽知府。

## 家族
曾祖父劉成甫。祖父劉文美，曾任巡檢。父亲劉憲。